# Callophisma viettei
Callophisma viettei is een vlinder uit de familie spinneruilen (Erebidae). De wetenschappelijke naam is voor het eerst geldig gepubliceerd in 1975 door Laporte.
De soort komt voor in tropisch Afrika.